# 실책

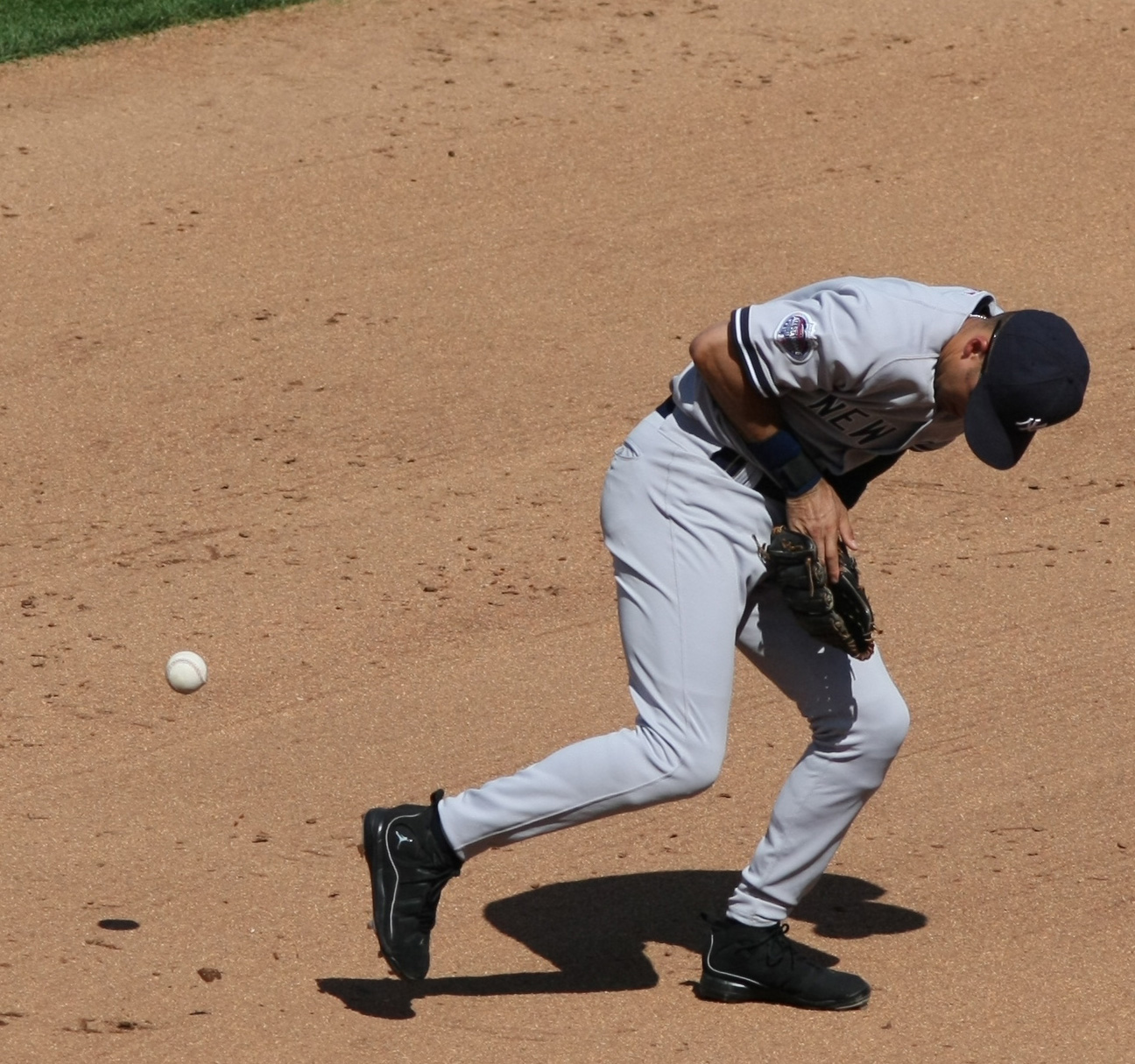

야구에서 실책(失策, 영어: error, 에러)이란 야수가 처리할 수 있는 상황에서 공을 놓치는 등의 실수로 타자나 주자의 진루를 허용하는 경우를 말한다.

## 타구에 관한 실책
- 땅볼성 타구를 놓치는 경우(펌블,뒤로 빠뜨림,가랑이 사이로 빠뜨림)
- 평범한 뜬공성 타구를 놓치는 경우

## 송구, 포구에 관한 실책
- 포구하는 사람이 받을 수 없을 정도로 악송구를 하였을 경우
- 충분히 받을 수 있는 송구를 놓치거나 공을 잡았으나 포구동작이 끝나기 전에 공을 놓친 경우

## 실책에 대한 기록

### 수비
- 땅볼이나 뜬공 타구를 잡아낼 수 있던(땅볼은 더듬거나 뒤로 빠뜨리는 경우, 뜬공은 낙구하는 경우) 야수의 실책으로 기록된다.
- 송구 미스(악송구)
- 타자가 스윙하는 배트에 포수의 미트가 닿는 경우(타격방해) 포수의 실책으로 기록된다.

### 공격
- 그 타구를 친 타자는 타율과 장타율의 계산에서 무안타로 기록되고 출루율 계산에서 제외된다.